# Luigi Tosi (attore)
Luigi Tosi (Verona, 15 luglio 1915 – Roma, 12 marzo 1989) è stato un attore italiano.

## Biografia
Nel 1944 debuttò davanti alla cinepresa negli studi veneziani della Giudecca, durante la Repubblica Sociale Italiana, quando parte del cinema romano si era trasferito nella città lagunare a causa degli eventi bellici.
Apparve nelle pellicole Fiori d'arancio (1944) e Rosalba (1944), che ebbero una distribuzione solamente locale, quindi nel 1945 si trasferì a Firenze per frequentare la Facoltà di Giurisprudenza, convinto di aver abbandonato definitivamente qualsiasi aspirazione alla carriera di attore.
Sarà il regista Giorgio Ferroni, che aveva già lavorato a Venezia durante la RSI, a convincerlo a tornare al cinema, in due film che il regista stava preparando in quel periodo: Pian delle stelle (1946) e Tombolo, paradiso nero (1947).
In queste pellicole Tosi diede ottima prova delle sue capacità recitative e per Tombolo, paradiso nero fu premiato con il Nastro d'argento al migliore attore debuttante. Fu subito richiesto da svariate produzioni, iniziando così una prolifica attività che lo portò a lavorare in oltre 75 film, tra cui La città dolente di Mario Bonnard (1949), sino al 1965, quando decise di ritirarsi dal mondo del cinema.

## Filmografia

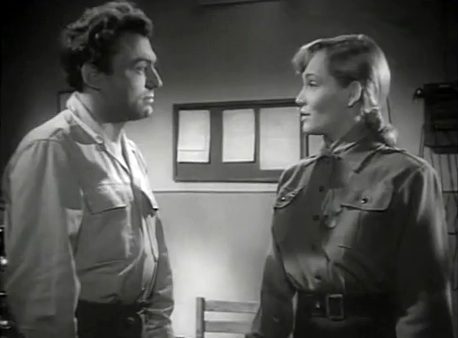
Luigi Tosi e Constance Dowling in La città dolente (1949)

- Rosalba, regia di Ferruccio Cerio e Max Calandri (1944)
- Fiori d'arancio, regia di Hobbes Dino Cecchini (1944)
- Casello n. 3, regia di Giorgio Ferroni (1945)
- Pian delle stelle, regia di Giorgio Ferroni (1946)
- Tombolo, paradiso nero, regia di Giorgio Ferroni (1947)
- L'apocalisse, regia di Giuseppe Maria Scotese (1947)
- Legge di sangue, regia di Luigi Capuano (1947)
- Il principe ribelle, regia di Pino Mercanti (1949)
- Il grido della terra, regia di Duilio Coletti (1949)
- La città dolente, regia di Mario Bonnard (1949)
- Gente così, regia di Fernando Cerchio (1949)
- La fiamma che non si spegne, regia di Vittorio Cottafavi (1949)
- Patto col diavolo, regia di Luigi Chiarini (1949)
- Capitan Demonio, regia di Carlo Borghesio (1949)
- Il ladro di Venezia, regia di John Brahm (1950)
- Atollo K, regia di Léo Joannon (1951)
- La grande rinuncia, regia di Aldo Vergano (1951)
- Il Cristo proibito, regia di Curzio Malaparte (1951)
- Era lui, si, si!, regia di Vittorio Metz e Marino Girolami (1951)
- L'angelo del peccato, regia di Leonardo De Mitri e Vittorio Carpignano (1952)
- Gli uomini non guardano il cielo, regia di Umberto Scarpelli (1952)
- Solo per te Lucia, regia di Franco Rossi (1952)
- Papà ti ricordo, regia di Mario Volpe (1952)
- I Piombi di Venezia, regia di Gian Paolo Callegari (1953)
- Il cavaliere di Maison Rouge, regia di Vittorio Cottafavi (1953)
- Non è mai troppo tardi, regia di Filippo Walter Ratti (1953)
- Il sacco di Roma, regia di Ferruccio Cerio (1953)
- Traviata '53, regia di Vittorio Cottafavi (1953)
- I misteri della jungla nera, regia di Gian Paolo Callegari (1953)
- La nave delle donne maledette, regia di Raffaello Matarazzo (1953)
- François il contrabbandiere, regia di Gianfranco Parolini (1953)
- Il tesoro del Bengala, regia di Gianni Vernuccio (1953)
- L'amore romantico, episodio di Amori di mezzo secolo, regia di Glauco Pellegrini (1954)
- La vendetta dei Tughs, regia di Gian Paolo Callegari (1954)
- Opinione pubblica, regia di Maurizio Corgnati (1954)
- Avanzi di galera, regia di Vittorio Cottafavi (1954)
- La Luciana, regia di Domenico Gambino (1954)
- Il prigioniero del re, regia di Giorgio Rivalta (1954)
- Casta Diva, regia di Carmine Gallone (1954)
- Gli amori di Manon Lescaut, regia di Mario Costa (1954)
- L'amante di Paride, regia di Marc Allégret (1954)
- Una donna libera, regia di Vittorio Cottafavi (1954)
- Amici per la pelle, regia di Franco Rossi (1955)
- Don Camillo e l'onorevole Peppone, regia di Carmine Gallone (1955)
- Il piccolo vetraio, regia di Giorgio Capitani (1955)
- Altair, regia di Leonardo De Mitri (1956)
- La trovatella di Milano, regia di Giorgio Capitani (1956)
- Il cavaliere dalla spada nera, regia di Ladislao Kish (1956)
- Amarti è il mio destino, regia di Ferdinando Baldi (1957)
- Arrivederci, Dimas (Los jueves, milagro) regia di Luis García Berlanga (1957)
- Il cielo brucia, regia di Giuseppe Masini (1957)
- La Venere di Cheronea, regia di Viktor Turžanskij (1957)
- Al servizio dell'imperatore (Si le roi savait ça), regia di Caro Canaille (1957)
- Il marito, regia di Gianni Puccini e Nanni Loy (1958)
- Le avventure di Roby e Buck, regia di Gennaro De Dominicis (1958)
- Amore e guai..., regia di Angelo Dorigo (1958)
- Capitan Fuoco, regia di Carlo Campogalliani (1958)
- Gli amanti del chiaro di luna, regia di Roger Vadim (1958)
- Giuditta e Oloferne, regia di Fernando Cerchio (1959)
- La scimitarra del Saraceno, regia di Piero Pierotti (1959)
- Il terrore dei barbari, regia di Carlo Campogalliani (1959)
- Il terrore della maschera rossa, regia di Luigi Capuano (1959)
- I cosacchi, regia di Giorgio Rivalta e Viktor Turžanskij (1960)
- David e Golia, regia di Ferdinando Baldi (1960)
- Buffalo Bill - L'eroe del Far West, regia di Mario Costa (1964)
- Sindbad contro i sette saraceni, regia di Emimmo Salvi (1964)
- Un dollaro bucato, regia di Giorgio Ferroni (1965)
- Il tesoro della foresta pietrificata, regia di Emimmo Salvi (1965)
- Gli amanti latini, regia di Mario Costa (1965)
- Agente S03 operazione Atlantide, regia di Domenico Paolella (1965)

## Doppiatori
- Giulio Panicali in Fiori d'arancio, Tombolo, paradiso nero, Il grido della terra, Il Cristo proibito
- Gualtiero De Angelis in Atollo K, Traviata '53, Avanzi di galera, Don Camillo e l'onorevole Peppone
- Emilio Cigoli in La città dolente, La nave delle donne maledette
- Manlio Busoni in Amore e guai..., David e Golia
- Stefano Sibaldi in Pian delle stelle
- Ivo Garrani in La fiamma che non si spegne
- Otello Toso in Il cavaliere di Maison Rouge
- Giuseppe Rinaldi in Non è mai troppo tardi
- Giorgio Capecchi in Casta Diva
- Renato Turi in Altair
- Mario Pisu in Il marito
- Renzo Palmer in Giuditta e Oloferne
- Giorgio Piazza in  Il tesoro della foresta pietrificata
- Mario Mastria in Gli amanti latini